# Референдум в Гватемале по территориальному спору (2018)
Референдум в Гватемале по территориальному спору с Белизом проходили 15 апреля 2018 года. Избирателей спрашивали, должно ли правительство Гватемалы запросить Международный суд ООН для окончательного решения территориального спора, как часть соглашения, подписанного в декабре 2008 года между Гватемалой и Белизом. Вице-президент Хафет Кабрера заявил, что Белиз проведёт аналогичный референдум со своей стороны в мае 2018 года. Однако Белиз выпустил пресс-релиз, отрицая это и заявляя, что этот референдум будет проведён после процесса перерегистрации для обеспечения точного и справедливого голосования. Предложение было одобрено 95,9% голосов избирателей при явке 26,7%.

## Контекст

Урегулированная территория
Спорная территория

В мае 2015 года Белиз согласился с тем, чтобы Гватемала провела референдум о запросе в Международный суд ООН для окончательного решения спора, хотя Белиз признал, что ещё не готов к проведения такого голосования в стране. Раннее соглашение предполагало одновременное голосование в обеих странах по этому вопросу. Гватемала планировала провести референдум в 2015 году одновременно со 2-м туром президентских выборов, но голосование так и не было организовано. Белиз ещё должен объявить о голосовании.
Президент Гватемалы Джимми Моралес заявил о решительной поддержке территориальных претензий Гватемалы к Белизу, сказав: «Нечто происходит в настоящий момент, мы почти теряем Белиз. Мы ещё не потеряли его. У нас ещё есть возможность обратиться к Международнму суду, где мы будем бороться за эту территорию или за её часть».
Планировалось, что в случае отклонения референдума избирателями новое голосование было бы проведено через 6 месяцев до тех пор, пока предложение не будет одобрено, т.к. обе стороны согласились, что единственный путь решения спора — это через Международный суд. Решение о проведении референдума было объявлено 23 октября 2017 года.
Было зарегистрировано около 7,5 млн избирателей. В голосовании не могли принимать участия военные, а также граждане, находящиеся в тюрьме и живущие за рубежом.